# Route 17A (Colombie-Britannique)
La Route 17A est une route de 6 km (3,7 mi) reliant la route 17 à la route 99. Ce segment faisait partie de la Route 17 jusqu'au 1er décembre 2012, lorsque le South Fraser Perimeter Road a été complété.
Débutant à un échangeur avec la route 17, la route 17A se dirige vers le nord sous forme de voie rapide à quatre voies. Elle ne possède qu'une intersection sur son trajet, 4 km (2,5 mi) après l'échangeur la reliant à la route 17 et à Deltaport Way. Elle rencontre Ladner Trunk Road à Ladner et prend fin 2 km (1,24 mi) plus au nord alors qu'elle rencontre la route 99. Le trajet se poursuit vers le nord en tant que 62b Street laquelle devient River Road. Le trafic commercial ne peut emprunter la route 17A; il est plutôt détourné sur la plus récente route 17.

## Intersections majeures
| District régional | Ville | km   | Destinations                                             | Notes                                                  |
| ----------------- | ----- | ---- | -------------------------------------------------------- | ------------------------------------------------------ |
| Metro Vancouver   | Delta | 0,00 | BC-17 (South Fraser Perimeter Road) – Tsawwassen, Surrey | Accès à la BC-17 ouest depuis BC-17A sud               |
| Metro Vancouver   | Delta | 0,68 | Deltaport Way – Roberts Bank                             | Échangeur; sortie direction sud, entrée direction nord |
| Metro Vancouver   | Delta | 4,11 | Ladner Trunk Road – Aéroport régional de Boundary Bay    | Intersection à niveau; ancienne BC-10                  |
| Metro Vancouver   | Delta | 6,29 | BC-99 – Vancouver, Frontière, Seattle                    | Échangeur; sortie 28 de la BC-99                       |
| Metro Vancouver   | Delta | 6,29 | 62b Street                                               | La route continue comme 62b Street                     |
| - Accès incomplet |       |      |                                                          |                                                        |